# Mussaenda sessilifolia
Mussaenda sessilifolia är en måreväxtart som beskrevs av John Hutchinson. Mussaenda sessilifolia ingår i släktet Mussaenda och familjen måreväxter. Inga underarter finns listade i Catalogue of Life.